# Ruta Provincial 1 (La Pampa)
La Ruta Provincial 1 es una carretera de Argentina en el este de la provincia de La Pampa. Su recorrido total es de 476 km mayormente de asfalto. Se la considera la ruta más transitada de la provincia.

## Recorrido
La ruta corre de norte a sur por el este de la provincia, a una distancia de entre 5 y 35 km respecto al límite con la provincia de Buenos Aires.

### Ruta 188 - Ruta 5
Este sector es totalmente de asfalto, siendo el más transitado de la ruta por ser el acceso a varias ciudades importantes del sector agrícola de la provincia.
Tiene como extremo norte a la Ruta Nacional 188.
Transcurre por el acceso oeste de la ciudad de Intendente Alvear, en sus inmediaciones cruza la Ruta Provincial 2 y el ramal a Ingeniero Luiggi del Ferrocarril Sarmiento.
Ingresa a la ciudad de General Pico, y se dirige hacia el sur hacia Quemú Quemú donde cruza las vías del ramal a Winifreda y a la Ruta Provincial 8. Este sector finaliza en la ciudad de Catriló, donde empalme con la Ruta Nacional 5 proveniente de Buenos Aires y hacia la ciudad de Santa Rosa.

### Ruta 5 - Ruta 35
La ruta vuelve a aparecer desde la Ruta Nacional 5 a unos 5 km al oeste de la localidad de Lonquimay, siguiendo dirección sur, pasa por el acceso este de Miguel Riglos y las vías del ramal a Cereales.
Luego se accede a la ciudad de Macachín, lugar donde cruza la Ruta Provincial 18 y la línea férrea a Doblas.
Esta parte de la ruta presenta un mal estado de su capa asfáltica
Es un importante acceso a la ciudad de Alpachiri, y a la de Guatraché a través de la Ruta Provincial 24.
Cruza la Ruta Nacional 35 donde se halla la ciudad de General San Martín.

### Ruta 5 - Ruta 34
Siguiendo al sur, este sector es tierra natural. Recorre una zona del departamento Caleu Caleu donde no existe sin ninguna población. Cruza la  Ruta Nacional 22 cerca del paraje Gaviotas. Cruza las vías del ramal Bahía Blanca-Neuquén del Ferrocarril Roca.
El último tramo de la ruta posee casi un nulo tránsito, termina en la Ruta Provincial 34 en el valle del Río Colorado.
|  | CONTgq | ABZq+lr | CONTfq |

|  |  | DST |

|  |  | BUE |

|  | CONTgq | KRZ | CONTfq |

|  |  | STR+GRZq |

|  |  | ABZgl+l | CONTfq |

|  |  | HST |

|  |  | BUE |

|  |  | DST |

|  |  | BUE |

|  | CONTgq | ABZgr+r |  |

|  |  | STR | FLUG |

|  |  | HST |

|  |  | HST |

|  | CONTgq | KRZ | CONTfq |

|  |  | STR+GRZq |

|  |  | DST |

|  |  | BUE |

|  | CONTgq | KRZ | CONTfq |

|  |  | HST |

|  | CONTgq | KRZ | CONTfq |

|  |  | HST |

|  |  | STR+GRZq |

|  |  | DST |

|  |  | BUE |

|  | CONTgq | ABZqlr | CONTfq |

|  | CONTgq | ABZq+lr | CONTfq |

|  | CONTgq | KRZ | CONTfq |

|  |  | STR+GRZq |

|  |  | HST |

|  |  | BUE |

|  | CONTgq | KRZ | CONTfq |

|  |  | BHF |

|  |  | STR+GRZq |

|  | CONTgq | ABZgr+r |  |

|  |  | BUE |

|  | CONTgq | KRZ | CONTfq |

|  |  | STR+GRZq |

|  | CONTgq | KRZ | CONTfq |

|  |  | BHF |

|  |  | BUE |

|  | CONTgq | KRZ | CONTfq |

|  |  | STR+GRZq |

|  | CONTgq | ABZgr+r |  |

|  |  | ABZgl+l | CONTfq |

|  | CONTgq | KRZ | CONTfq |

|  | CONTgq | ABZqlr | CONTfq |